# Kočovce
Kočovce (ungarisch Kocsóc) ist eine Gemeinde im Westen der Slowakei mit 1845 Einwohnern (Stand 31. Dezember 2024), die zum Okres Nové Mesto nad Váhom, einem Teil des Trenčiansky kraj gehört.

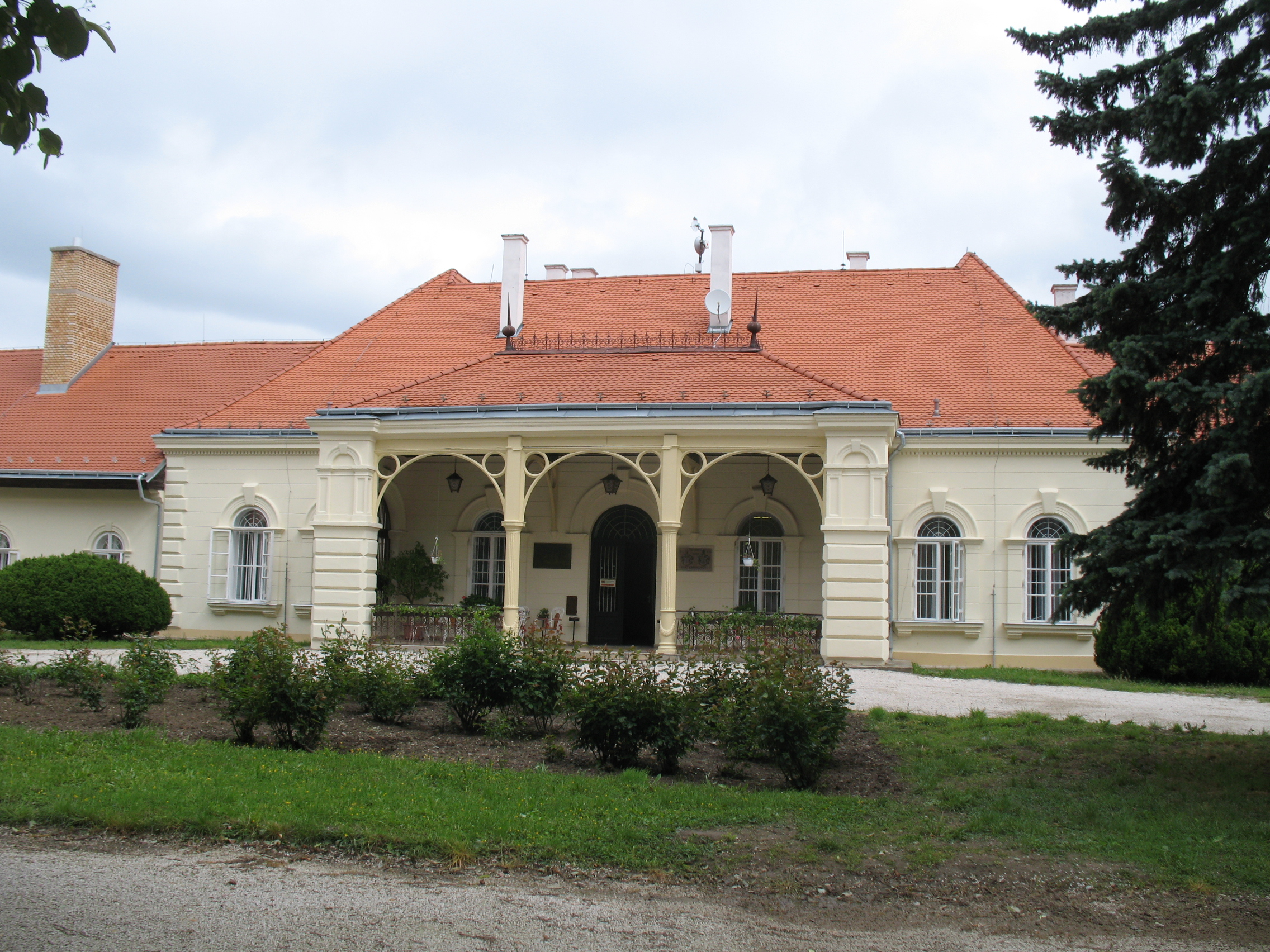

## Geographie
Die Gemeinde befindet sich am Übergang von einem Ausläufer des slowakischen Donautieflands ins Gebirge Považský Inovec, am linken Ufer der Waag. Das Ortszentrum liegt auf einer Höhe von 183 m n.m. und ist acht Kilometer von Nové Mesto nad Váhom entfernt.
Verwaltungstechnisch besteht die Gemeinde aus den Gemeindeteilen Beckovská Vieska (1960 eingemeindet), Kočovce (1888 nach Fusionierung von Dolné Kočovce und Horné Kočovce entstanden) und Rakoľuby (1960 eingemeindet).

## Geschichte
Kočovce wurde zum ersten Mal 1321 als Huchk schriftlich erwähnt. Später kam es auf Grund der unterschiedlichen Besitzverhältnisse zu einer Teilung nach Dolné Kočovce, das im Besitz des regionalen Landadels war und Horné Kočovce, das zum Herrschaftsgut der Burg Beckov gehörte. Die Bevölkerung in beiden Orten lebte vorrangig von Landwirtschaft und Viehzucht. 1828 sind in Dolné Kočovce 17 Häuser und 166 Einwohner, in Horné Kočovce 26 Häuser und 292 Einwohner verzeichnet. 1888 wurden beide Orte wieder vereinigt.
Beckovská Vieska wurde zum ersten Mal 1396 schriftlich erwähnt. Anfangs gehörte es zum örtlichen Landadel, dann zum Herrschaftsgut der Burg Beckov. 1828 sind 30 Häuser und 272 Einwohner verzeichnet. Neben Landwirtschaft brannten Einwohner Spirituosen.
Rakoľuby wurde zum ersten Mal 1262 als Rakolup schriftlich erwähnt und gehörte immer zum Landadel. 1828 sind 22 Häuser und 224 Einwohner verzeichnet. Neben Landwirtschaft gab es im 19. Jahrhundert eine Brennerei im Dorf.

## Bevölkerung
| Jahr                | 1994 | 2004    | 2014    | 2024     |
| ------------------- | ---- | ------- | ------- | -------- |
| Anzahl der Personen | 1359 | 1399    | 1501    | 1845     |
| Unterschied         |      | +2,94 % | +7,29 % | +22,91 % |

| Jahr                | 2023 | 2024    |
| ------------------- | ---- | ------- |
| Anzahl der Personen | 1795 | 1845    |
| Unterschied         |      | +2,78 % |

Ergebnisse nach der Volkszählung 2001 (1388 Einwohner):
| Nach Ethnie: - 98,78 % Slowaken - 0,72 % Tschechen - 0,07 % Magyaren | Nach Konfession: - 81,27 % römisch-katholisch - 7,85 % evangelisch - 5,55 % konfessionslos - 3,46 % keine Angabe |

## Sehenswürdigkeiten
- barockes Landschloss in Kočovce mit einem Park, 1730 erbaut, 1880 unter Führung von Géza Rakovszky erweitert, 1948 vom Staat beschlagnahmt, heute im Besitz der Slowakischen Technischen Universität in Bratislava, die ihn als Erholungsheim nutzt
- Dreifaltigkeitssäule aus dem 18. Jahrhundert
- römisch-katholische Kirche in Beckovská Vieska, am Anfang der 1990er Jahre als Kapelle erbaut, 2006 zur Kirche umgebaut
- Landsitz in Beckovská Vieska aus dem 19. Jahrhundert
- Landschloss in Rakoľuby, zwischen den Jahren 1650–1655 erbaut

## Persönlichkeiten
- Anton Kotzig (1919–1991), tschechoslowakisch-kanadischer Mathematiker